# Mysuru
Mysuru, dawniej Majsur (Kannada: ಮೈಸೂರು (wym. Maisūru), hindi: मैसूरु, trl. Maisūru, ang.: Mysore) – miasto w południowej części Indii, w stanie Karnataka, przez wiele wieków stolica państwa o tej samej nazwie.

## Geografia
Położone na wyżynie Dekan, na wysokości 770 metrów, nad rzeką Kaweri, 135 km od Bengaluru.

## Nazewnictwo
7 października 2006 rząd Karnataki oznajmił, że z dniem 1 listopada 2006, Mysore powróci do nazwy sprzed kolonizacji: w języku kannada Maisuru, zapisywanej odtąd w grafice łacińskiej jako „Mysuru”.
Nazwa pochodzi od Mahiś+uru, czyli dosłownie siedziba Mahiśa, demona znanego w mitologii indyjskiej jako Mahiszasura (ang. Maheeshasura).

## Transport
W mieście znajduje się port lotniczy Mysore.

## Atrakcje
Miasto znane jest ze swych pałaców (zwłaszcza rezydencji maharadży), świątyń (np. Ćamundi) i bliskiego położenia innych ciekawych miejsc jak Srirangapatna i zapory Krishna Raja Sagara. Święto Dasara przyciąga do miasta tysiące turystów.